# Jaskinia Ponurego
Jaskinia Ponurego – jaskinia w Górach Świętokrzyskich. Ma dwa otwory wejściowe położone w zachodnim zboczu Kamienia Michniowskiego, 350 metrów od szczytu, w pobliżu niebieskiego i czarnego szlaku turystycznego, na wysokościach 395 i 401 m n.p.m. Długość jaskini wynosi 25 metrów, a jej deniwelacja 7,5 metrów.

Jaskinia znajduje się na terenie Rezerwatu przyrody Kamień Michniowski i jest nieudostępniona turystycznie.

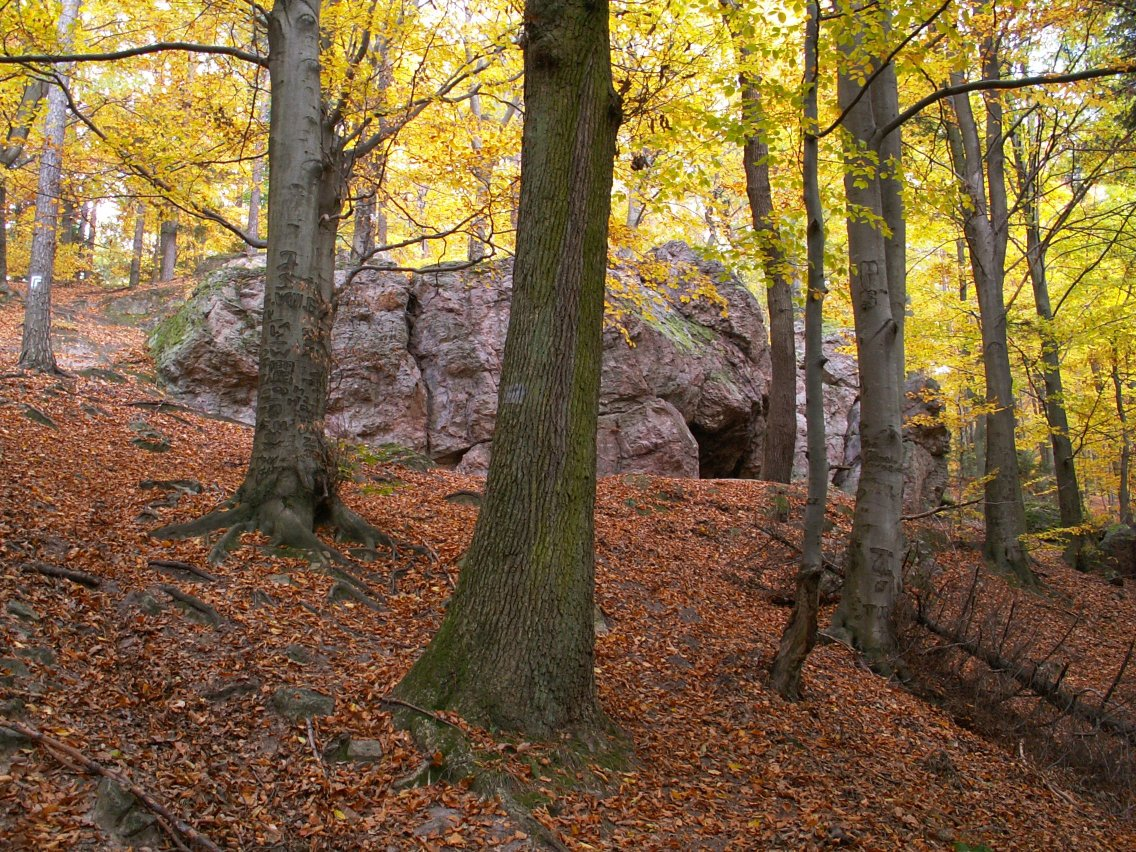
Główny otwór wejściowy do jaskini

## Opis jaskini
Za obszernym, głównym otworem wejściowym z okapem zaczyna się idący do góry korytarz. Na jego początku, w stropie, znajduje się komin prowadzący do niewielkiego, drugiego otworu wejściowego. W tym samym miejscu odchodzi z korytarza niewielki 3-metrowy ciąg kończący się zawaliskiem. Dalej główny korytarz rozwidla się. Na wprost i w prawo idą krótkie korytarzyki, natomiast na lewo zaczyna się ciąg prowadzący do małej Salki z Korzeniami.

## Przyroda
W jaskini można spotkać nacieki grzybkowe. Ściany są suche, w Salce z Korzeniami występują korzenie drzewa.

## Historia odkryć
Jaskinia była znana od dawna. Ukrywali się w niej powstańcy styczniowi. W czasie II wojny światowej (wiosną 1943 roku) okolice jaskini były bazą partyzantów ze zgrupowania „Ponurego", stąd jej nazwa. 
Plan i opis jaskini sporządzili J. Gubała, A. Kasza i J. Urban w 1996 roku.